# Kris Wanders
Kris Wanders (* 1946) ist ein niederländischer Tenorsaxophonist. Er war einer der Pioniere des europäischen Free Jazz.

## Leben und Wirken
Wanders lernte ab dem siebten Lebensjahr Flöte. Mit fünfzehn Jahren wendete er sich dem Saxophon zu und spielte Rock ’n’ Roll, aber auch Bebop. Über den ungarischen Trompeter  Charles Hurdak, zu dessen Quartet er gehörte, lernte er die Klangwelt von Ornette Coleman und Eric Dolphy kennen. In Rotterdam spielte er bei Jamsessions mit Willem Breuker. 1965 holte ihn Peter Brötzmann zu einer Bigband-Produktion, die er für das belgische Radio machte; er spielte auch in anderen Gruppen Brötzmanns. 1966 und 1967 gehörte er zum Globe Unity Orchestra, mit dem er auch auf den Donaueschinger Musiktagen konzertierte. Dann tourte er mit Stu Martin und Peter Kowald durch Belgien und Frankreich. Mit Willem van Manen, Fred Van Hove und Han Bennink verfasste er Theatermusiken und Filmmusiken für das niederländische Fernsehen. Ab 1970 gehörte er zum Quartett von Kees Hazevoet. Weiterhin arbeitete er mit Nicole Van den Plas, Michel Pilz oder Radu Malfatti.
In den späten 1970er Jahren zog Wanders nach Australien. Er spielte in Melbourne mit australischen Improvisatoren wie Adam Simmons (Embers), trat auf dem Wangaratta Jazz Festival mit Dave Liebman auf und bildete 2005 mit der Kris Wanders/Andy Sugg Unit den Kern bei einer australischen Aufführung von John Coltranes Ascension. Bei europäischen Konzerten gehörten zu seiner Unit Johannes Bauer, Peter Jacquemyn und Tony Buck. Mit Joost Buis und Felicity Provan bildete er sein Urban Street Music Project. Neben dem Saxophon spielt Wanders auch die indische Shehnai.

## Diskographische Hinweise
- Alexander von Schlippenbach Globe Unity. (Saba/MPS 1966)
- Alexander von Schlippenbach Globe Unity 1967–1970 (Atavistic)
- Fred Van Hove Requiem for Che Guevara (MPS 1968, mit Cel Overberghe, Willem Breuker, Ed Kröger, Peter Kowald, Han Bennink)
- Kees Hazevoet Pleasure Peace/Atavistic (1970, mit Arjen Gorter, Louis Moholo)
- On the Edges of Silence New Market (2004)
- Kris Wanders/Yusuke Akai/Shoji Hano Spontaneous Acts of Provocation (El Negocito Records 2009)
- Kris Wanders/Mani Neumeier Quintet Taken by Surprise (Not Two Records 2011, mit Brett Evans, Yusuke Akai, Rory Brow)
- In Remembrance of the Human Race (Not Two Records 2011, mit Johannes Bauer, Mark Sanders, Peter Jacquemyn)
- Exhaustion / Wanders: II (Feeding Tube Records 2016, mit Duncan Blachford, Jensen Tjhung, Per Byström)